# 東ヨーロッパ諸国のサッカー選手一覧
本項では東ヨーロッパ諸国のサッカー選手一覧を述べる。

## ルーマニア
- ゲオルゲ・ハジ
- アドリアン・イリエ
- ゲオルゲ・ポペスク
- ガブリエル・ポペスク
- アドリアン・ムトゥ
- クリスティアン・キブ
- パベル・バデア
- ボグダン・ロボンツ
- ニコラエ・ミテア
- チプリアン・マリカ
- ボグダン・ステレア

## ブルガリア
- フリスト・ストイチコフ
- ディミタール・ベルバトフ
- ヴァレリ・ボジノフ
- イリアン・ストヤノフ
- スティリアン・ペトロフ
- マルティン・ペトロフ

## ウクライナ
- オレグ・ブロヒン
- アンドリー・シェフチェンコ

## ジョージア
- カハ・カラーゼ
- ショタ・アルベラーゼ
- ズラブ・ヒザニシヴィリ
- レヴァン・コビアシヴィリ

## アルバニア
- ロリック・カナ
- ルディ・バタ
- ベスニク・ハシ

## 北マケドニア
- ボバン・バブンスキー
- ゴッツェ・セドロスキー
- ハジェヴスキー・ギョキッツァ
- ドリアン・バブンスキー

## ボスニア・ヘルツェゴビナ
- セルゲイ・バルバレス
- ハサン・サリハミジッチ
- エディン・ムイチン

## セルビア
- サシャ・イリッチ
- ジョルジェ・ラキッチ
- ドラガン・ストイコビッチ
- ニコラ・ジギッチ
- ミラン・ドゥディッチ
- スルジャ・クネジェビッチ
- ネマニャ・ミハイロヴィッチ

## コソボ
- アミル・ラフマニ
- メルギム・ヴォイヴォダ
- ミロト・ラシツァ
- サミル・ウイカニ
- ベルサント・ツェリナ
- アルベル・ゼネリ
- ヴェダト・ムリキ
- ヴァロン・ベリシャ

## ベラルーシ
- セルゲイ・アレイニコフ
- シャルヘイ・キスリャク

## モルドバ
- ゲオルゲ・アンドロニク
- アレクサンドル・エプレアヌ

## モンテネグロ
- シモン・ヴクチェヴィッチ
- ミルコ・ヴチニッチ
- ボリス・タタール